# Yuri Artyukhin
Yuri Petrovich Artyukhin (russo: Юрий Петрович Артюхин;   Pershutino , 22 de junho de 1930 – Cidade das Estrelas, 4 de agosto de 1998) foi um cosmonauta soviético.
Artyukhin foi graduado pelo Instituto da Força Aérea Soviética com um doutorado em engenharia,  especializando-se em sistemas de comunicação militar. Ele foi selecionado para o programa espacial em 1963 e teria voado na missão Voskhod 3 se ela não tivesse sido cancelada. Ele fez seu único vôo na missão Soyuz 14 em 1974, aonde a sua área de especialidade foi colocada em uso. Nessa missão, foi o primeiro cosmonauta soviético a comunicar-se com radioamadores em terra, juntamente com seu companheiro, Pavel Popovich.
Ele deixou o programa espacial em 1982 e manteve várias posições em campos relacionados ao espaço. Mais notavelmente, ele esteve envolvido no desenvolvimento do ônibus espacial soviético   Buran e no treinamento de cosmonautas. 
Artyukhin morreu em 1998 após uma longa batalha contra o câncer. Foi condecorado com a Ordem de Lenin e como Herói da União Soviética.